# Fossette
Cet article possède des paronymes, voir Fawcett et La Fossette.

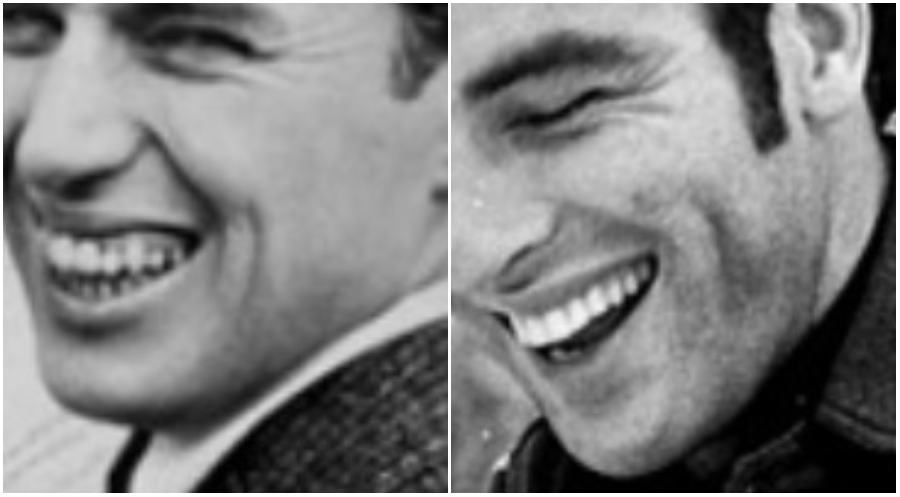
Hommes ayants des fossettes sur les joues.

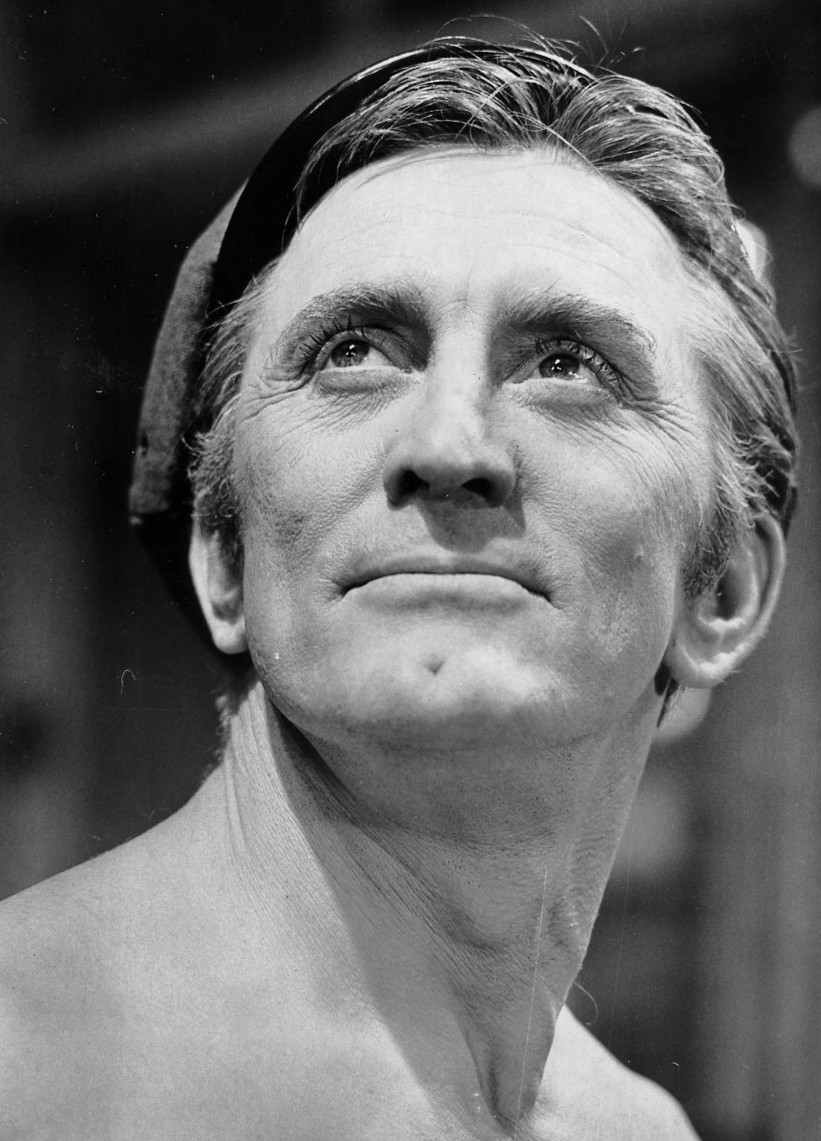
Kirk Douglas avait une fossette au menton.

Une fossette est un creux visible situé sur la peau de certaines personnes, notamment au niveau des joues ou du menton. Les fossettes aux joues constituent un caractère héréditaire,. Seule 20 % de la population mondiale serait dotée de cette particularité.

## Symbolique
Selon la légende et les superstitions populaires britanniques, la fossette serait une trace visible faite par l'empreinte du doigt de Dieu.
Au XVIIIe siècle, la physiognomonie, méthode qui aspire à déterminer le caractère d'une personne par l'analyse des traits de son visage, voyait la fossette du menton comme un témoignage de bonté.
En Chine, les fossettes sont souvent associés à la jeunesse et à la beauté. Elles sont perçues comme une qualité attrayante dans le visage d'une personne car elles accentuent le sourire.
Au Moyen Orient, les fossettes sont considérées comme un signe de beauté, d’attractivité et de chance.
En Inde, les fossettes sont considérées comme un signe de fécondité et de beauté.

## Bases anatomiques
La présence de fossettes est héritée de manière autosomique dominante. Les fossettes des joues sont exprimées sur le chromosome 16, avec une pénétrance variable. L'Université de l'Utah considère les fossettes comme un trait dominant « irrégulier » qui est probablement contrôlé principalement par un gène mais qui est influencé par d'autres gènes. Avoir des fossettes bilatérales (fossettes dans les deux joues) est la forme la plus courante de fossettes aux joues.
Souvent les parents ayant des fossettes vont le transmettre à leurs enfants.
Les fossettes de la joue sont causées par la présence d’une insertion dermo-cutanée du muscle zygomatique. La fossette peut être considérée comme une adhérence de la peau avec la muqueuse buccale. Chez un sujet sans fossettes, les différents plans de la joue vont glisser l’un sur l’autre lors du sourire (peau, muscle, muqueuse) sans adhérence.

## Chirurgie des fossettes
Depuis que Dr Boo-Chai a opéré pour la première fois des fossettes aux joues en 1962, plusieurs auteurs ont décrit différentes techniques permettant de relier les muscles faciaux actifs au derme. En 1971, Dr Argamaso a excisé un segment cylindrique de tissu constitué de muqueuse buccale, du muscle et de la graisse sous-cutanée pour former une fossette permanente. C’est cette technique qui est la plus utilisée aujourd’hui encore.
En effet, la suture seule sans excision de tissu n’a aucun résultat durable et la fossette s’estompe avec le temps.